# Olympic Gymnastics Arena
Olympic Gymnastics Arena (kor. 올림픽체조경기장), znana również jako KSPO Dome od 2018 roku, to hala widowiskowo-sportowa znajdująca się w Parku Olimpijskim w Seulu, Korei Południowej. Ma pojemność 15 000 miejsc.
Olympic Gymnastics Arena została zbudowana między 31 sierpnia 1984 roku a 30 kwietnia 1986 roku, aby być miejscem zmagań gimnastycznych podczas Letnich Igrzyskach Olimpijskich 1988. Projekt dachu wykonał David H. Geiger. Jest to samonośna kopuła kablowa - pierwsza tego rodzaju, jaka kiedykolwiek została zbudowana - z czterowarstwowym pokryciem z tkaniny.

## Historia
Od czasu Olimpiady arena gościła wiele różnorodnych wydarzeń, zwłaszcza jako miejsce koncertów zarówno koreańskich, jak i międzynarodowych artystów.
Arena jest również znana z incydentu, który miał miejsce 17 lutego 1992 roku, kiedy amerykański boys band New Kids on the Block nagle przerwał swoje wystąpienie po 20 minutach z powodu tragicznego wypadku, w którym doszło do śmiertelnego przygniecenia ludzi, gdy młode koreańskie nastolatki wtargnęły na scenę w trakcie koncertu. Jedna osoba zginęła, a około 50 osób wymagało leczenia z powodu obrażeń.